# Davis-Monthan Air Force Base

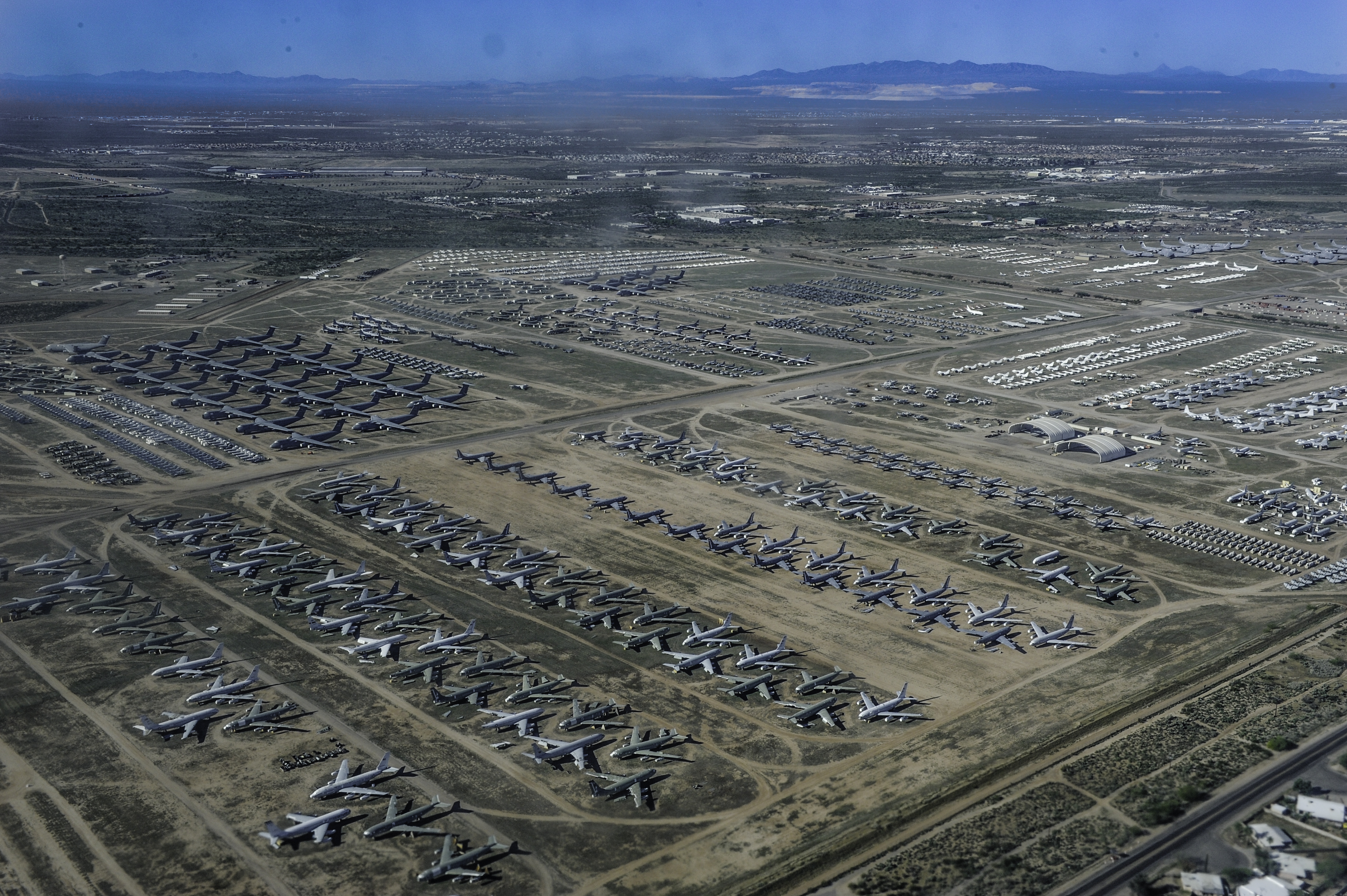
Långtidsförvaring av utrangerade flygplan från samtliga försvarsgrenar i USA:s väpnade styrkor vid Davis-Monthan Air Force Base.

Davis-Monthan Air Force Base är en militär flygplats (IATA: DMA, ICAO: KDMA, FAA LID: DMA) tillhörande USA:s flygvapen som är belägen i Pima County utanför staden Tucson i delstaten Arizona. Militärflyg har funnits på platsen sedan 1925, men då under namnet Davis-Monthan Landing Field.
Davis-Montan Air Force Base är mest känt för att den är platsen som inhyser förbandet 309th Aerospace Maintenance and Regeneration Group (309 AMARG), en del av Air Force Materiel Command, som har till uppgift att hantera övertaliga flygplan från USA:s försvarsdepartement, kustbevakningen, NASA, NOAA och andra federala myndigheter för att där förvaras för att antingen tillhandahålla reservdelar, användas som måltavla, långtidsförvaring i öknen eller för att på sikt skrotas. Drygt 3 100 flygplan förvaras här.
På Davis-Monthan finns även 355th Wing (355 WG) som är basen värdförband, en del av 12th Air Force (som i sin tur är en del av Air Combat Command) och som flyger med attackflygplanet A-10 Thunderbolt II. 355 WG är den enda utbildningsenheten för just den flygplanstypen.